# Elijah Clarke
Elijah Clarke, talvolta Clark (Tarboro, 10 dicembre 1736 – Augusta, 5 dicembre 1799), è stato un generale statunitense.

## Biografia

### Origini
Di umili origini, nacque in Carolina del Nord nel 1736 e visse la prima parte della sua vita sulla frontiera, non ricevendo un'educazione formale e rimanendo analfabeta. Si trasferì in Georgia attorno al 1773, approfittando delle nuove terre sottratte ai nativi americani che il governatore James Wright stava distribuendo ai nuovi coloni.

### Rivoluzione americana
Dapprima lealista, allo scoppio della rivoluzione americana cambiò schieramento e si unì ai ribelli. Arruolatosi nella milizia georgiana, respinse numerosi attacchi dei nativi americani, soprattutto Creek e Cherokee, alleati con la Corona britannica.
Dopo aver partecipato a numerosi scontri minori, la caduta della Georgia e della Carolina del Sud nel 1780 costrinse lui e i suoi uomini a fuggire nelle terre indiane, e per circa un anno condusse attività di guerriglia dietro le linee nemiche. Durante la latitanza lui e le sue truppe soffrirono il vaiolo e la parotite, ma nonostante tutto le sue attività furono fondamentali nel consentire la resistenza rivoluzionaria negli Stati del Sud.
Emerse dalla clandestinità nel 1781, contribuendo alla liberazione di Augusta e venendo per questo promosso brigadier generale.

### Attività politica
Finita la guerra si stabilì in Georgia, dove ricevette una piantagione per le sue gesta belliche. Dal 1781 al 1790 fu impegnato nella politica locale, servendo anche nella Camera dei rappresentanti georgiana.
Di tendenze fortemente espansionistiche, premeva sul governo statale perché la Georgia si appropriasse dei territori dei nativi americani e della vicina Florida spagnola. I vari governatori tuttavia si dimostrarono prudenti e non intrapresero iniziative così aggressive, e ciò lasciò Clarke molto insoddisfatto e desideroso di provvedervi lui stesso.

### Repubblica del Trans-Oconee
Infine, stanco della lentezza della politica georgiana, il generale decise di agire in autonomia.
Ignorando i trattati di pace esistenti con i Creek, nel febbraio 1794 Clarke si dimise dalla milizia georgiana e assieme ad alcuni seguaci invase le terre dei nativi oltre il fiume Oconee. Ricevuto anche il supporto della Prima Repubblica Francese in funzione anti-spagnola e insofferente all'inefficienza statunitense, Clarke decise di fondare uno stato indipendente, la Repubblica del Trans-Oconee.
La mancanza di resistenza da parte dei nativi e la lentezza di reazione del governo statunitense lo convinsero della bontà della propria iniziativa, ed invitò ad abitare nel Trans-Oconee tutti coloro che lo avessero voluto. Diverse centinaia di coloni aderirono all'iniziativa e si stabilirono nelle terre di Clarke; ciò causò la preoccupazione del presidente degli Stati Uniti George Washington, che spinse il governatore della Georgia George Mathews ad intervenire militarmente.
Clarke, per evitare spargimenti di sangue, decise di costituirsi nella contea di Wilkes, ma riuscì a farsi rilasciare da una giuria di simpatizzanti. L'ex-governatore e padre fondatore George Walton tuttavia divenne un nemico dichiarato di Clarke, convincendo il governatore Mathews ad inviare nel Trans-Oconee i generali John Twiggs e Jared Irwin, che nel settembre 1794 ne dispersero gli abitanti con la forza. Ancora una volta Clarke preferì non combattere, arrendendosi con i suoi uomini al generale Irwin in cambio di un'amnistia.

### Ultimi anni ed eredità
Deluso, impopolare e lasciato in bancarotta per il fallimento della sua iniziativa, Clarke si ritirò da qualsiasi attività politica, morendo nel 1799.
Nonostante la sua memoria controversa, gli venne dedicata la contea di Clarke nelle zone che un tempo aveva cercato di colonizzare, e suo figlio John divenne governatore della Georgia. Il personaggio di Benjamin Martin, protagonista interpretato da Mel Gibson del film Il patriota, è ispirato proprio alla vita di Elijah Clarke.